# Uncanny
Uncanny é um filme de suspense de ficção científica produzido nos Estados Unidos, dirigido por Matthew Leutwyler e lançado em 2015.